# Furnariidae
Furnariidae là một họ chim trong bộ Passeriformes.

## Phân loại học
Phân họ: Sclerurinae
- - Chi Geositta (11 loài)
  - Chi Sclerurus – leaftossers (5 loài)

Phân họ: Dendrocolaptinae – woodcreepers
- Tông: Sittasomini – "intermediate" woodcreepers [2]
  - Chi Dendrocincla (6 loài)
  - Chi Deconychura
  - Chi Sittasomus
  - Chi Certhiasomus gần đây là Deconychura stictolaema[3]
- Tông: Dendrocolaptini [2]
  - Chi Glyphorynchus
  - Chi Nasica
  - Chi Dendrexetastes
  - Chi Dendrocolaptes (5 loài)
  - Chi Hylexetastes (2–4 loài)
  - Chi Xiphocolaptes (4 loài)
  - Chi Dendroplex (2 loài, trước đây trong chi Xiphorhynchus)
  - Chi Xiphorhynchus (khoảng 15 loài)
  - Chi Lepidocolaptes (7 loài)
  - Chi Drymornis
  - Chi Drymotoxeres [4]
  - Chi Campylorhamphus (4 loài)

Phân họ: Furnariinae
- - Chi: Xenops (3 loài)
  - Chi Berlepschia
- Tông Pygarrhichini[2]
  - Chi Pygarrhichas
  - Chi Microxenops [2][5]
  - Chi Ochetorhynchus (2 loài trước đây trong Upucerthia)
- Tông Furnariini
  - Chi Pseudocolaptes (2 loài)
  - Chi Premnornis
  - Chi Tarphonomus (chi mới có 2 loài trước đây trong Upucerthia)[6]
  - Chi Geocerthia (gần đây là U. serrrana)[7]
  - Chi Upucerthia (5 loài)
  - Chi Cinclodes(khoảng 12 loài)
  - Chi Furnarius (6 loài)
  - Chi Lochmias
  - Chi Phleocryptes
  - Chi Limnornis [8]
- Tông Philydorini
  - Chi Megaxenops
  - Chi Anabazenops (2 loài)
  - Chi Ancistrops
  - Chi Cichlocolaptes
  - Chi Heliobletus
  - Chi Philydor (7 loài)
  - Chi Anabacerthia (5 loài)
  - Chi Syndactyla (8 loài)
  - Chi Clibanornis (2 loài)
  - Chi Hylocryptus (2 loài)
  - Chi Thripadectes (7 loài)
  - Chi Automolus (8–9 loài)
- Tông Synallaxini
  - Chi Margarornis (4 loài)
  - Chi Premnoplex (2 loài)
  - Chi Aphrastura (2 loài)
  - Chi Leptasthenura (10 loài)
  - Chi Pseudoseisura (4 loài)
  - Chi Spartonoica
  - Chi Sylviorthorhynchus
  - Chi Asthenes (27 loài)
  - Chi Pseudasthenes (4 loài, recently described)[9]
  - Chi Certhiaxis (2 loài)
  - Chi Schoeniophylax
  - Chi Synallaxis (khoảng 30–35 loài)
  - Chi Poecilurus (3 loài, thường nằm trong Synallaxis)
  - Chi Hellmayrea
  - Chi Cranioleuca (c.20 loài)
  - Chi Limnoctites [8]
  - Chi Roraimia
  - Chi Thripophaga (4 loài)
  - Chi Phacellodomus (9 loài)
  - Chi Anumbius
  - Chi Coryphistera
  - Chi Siptornis
  - Chi Metopothrix
  - Chi Xenerpestes (2 loài)
  - Chi Acrobatornis

## Hình ảnh

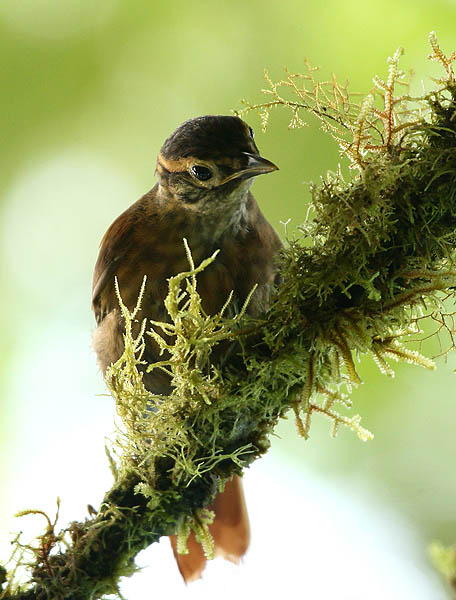
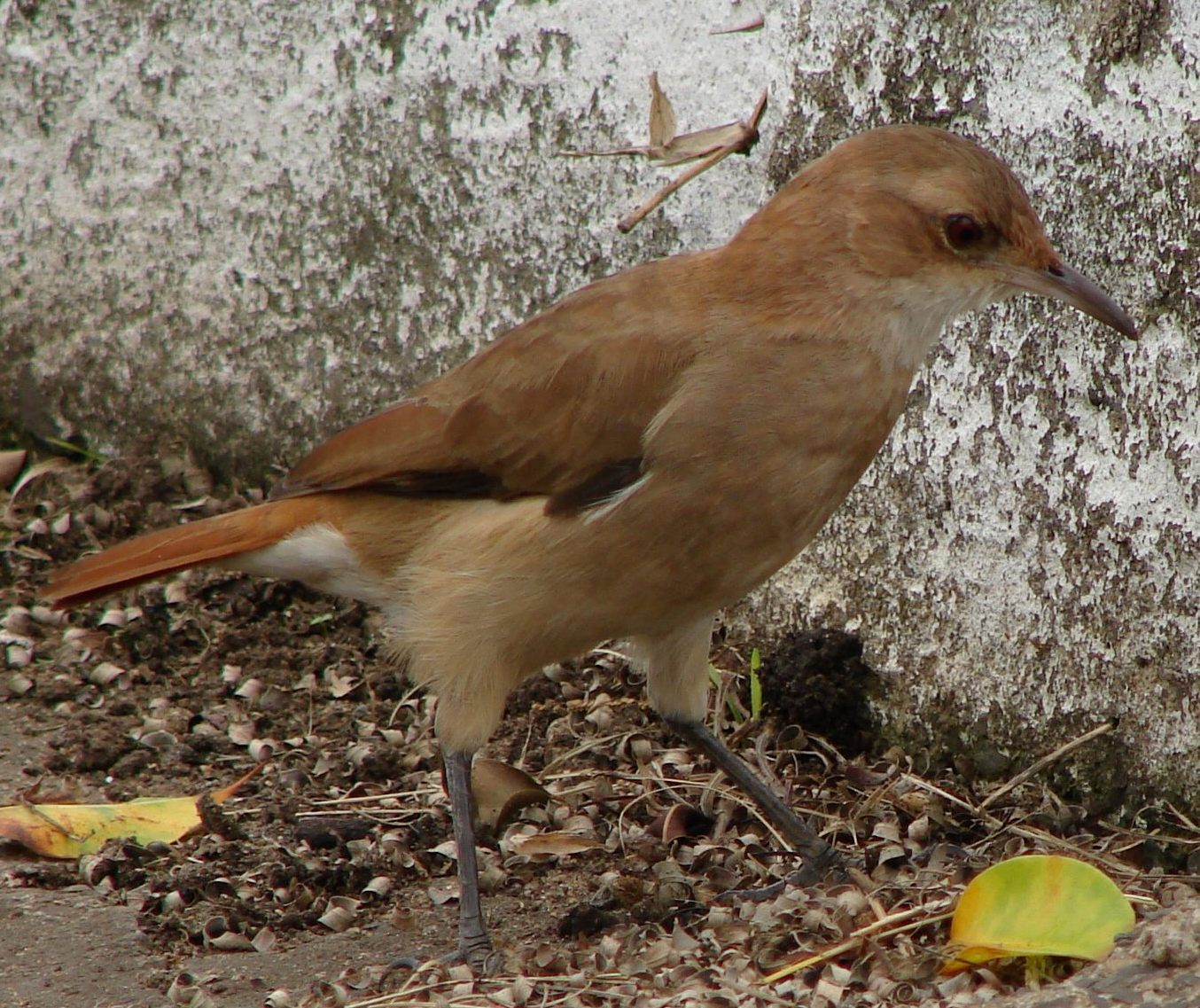
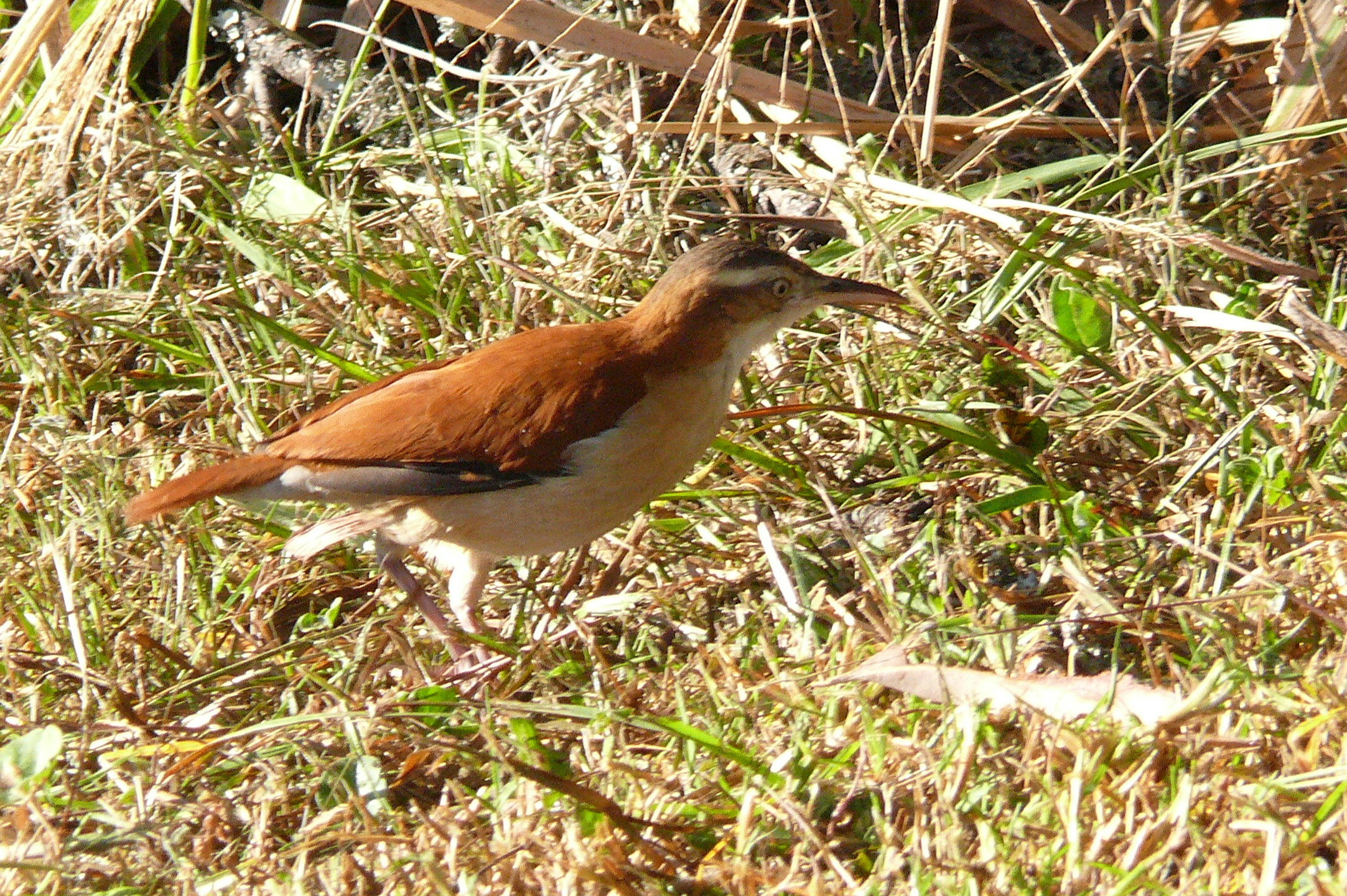
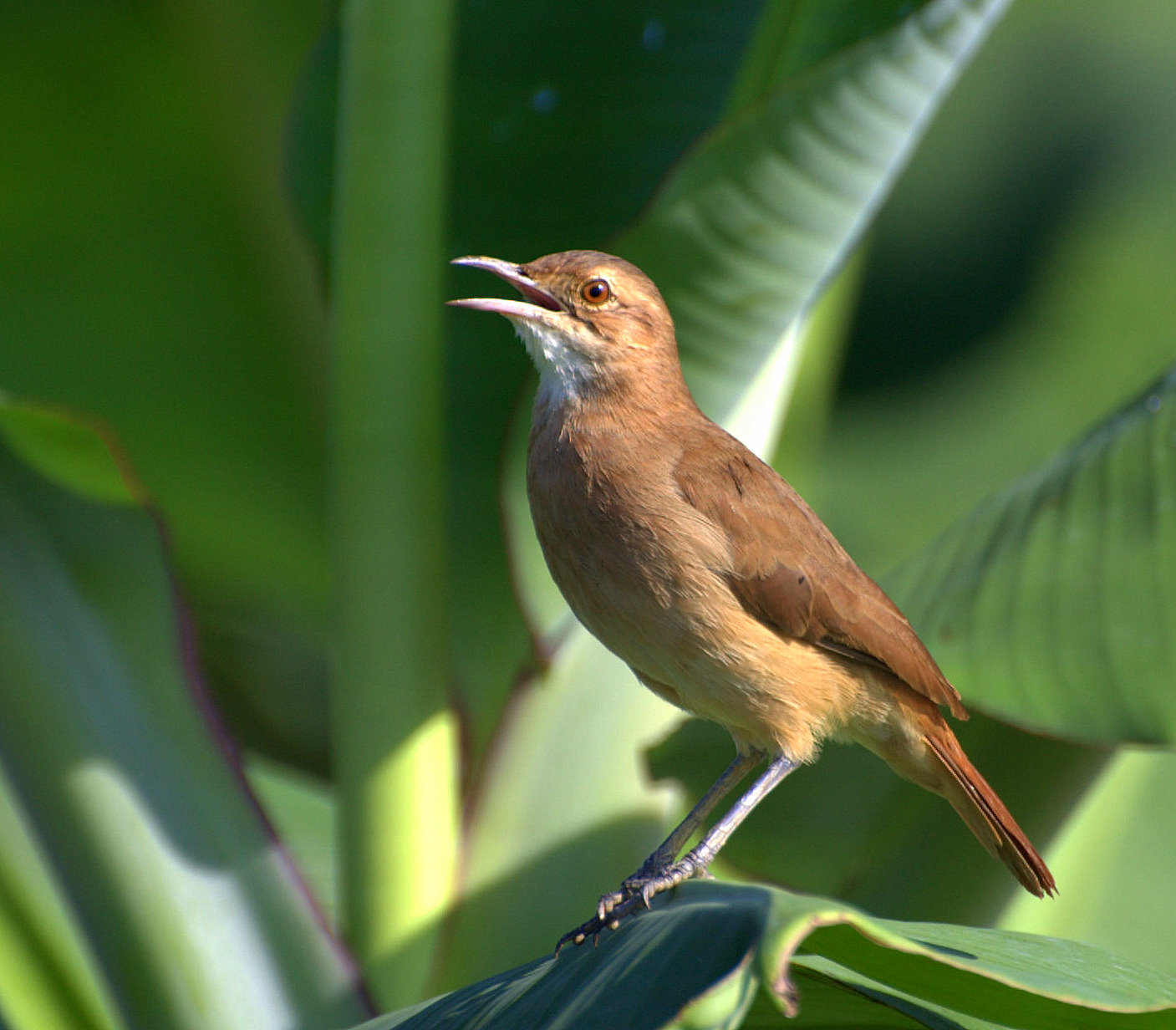
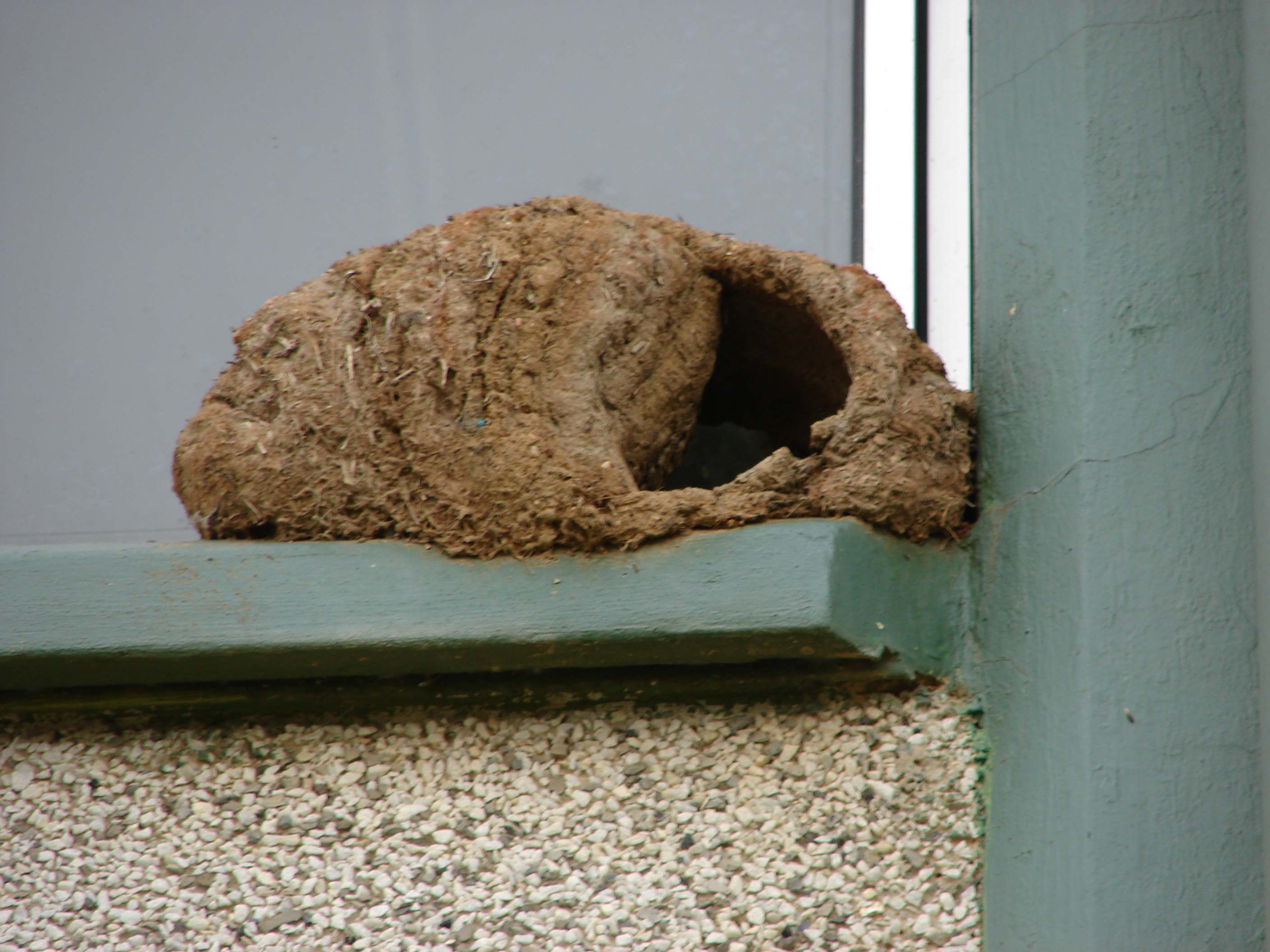
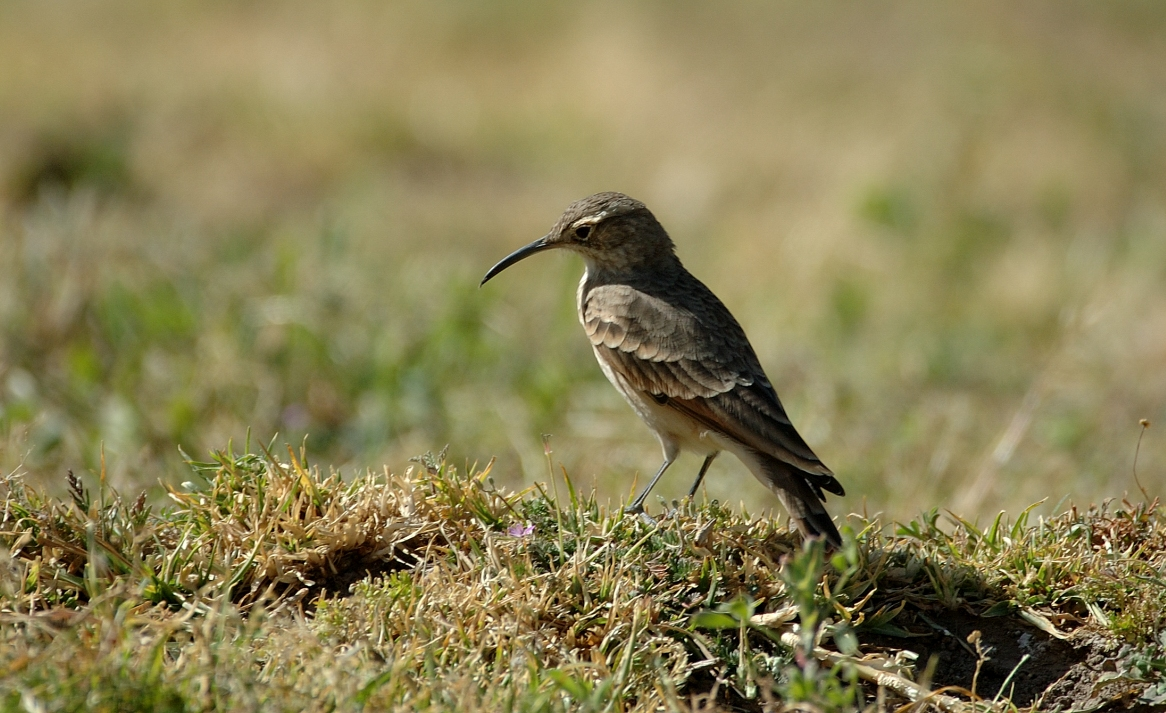